# National Space Development Agency

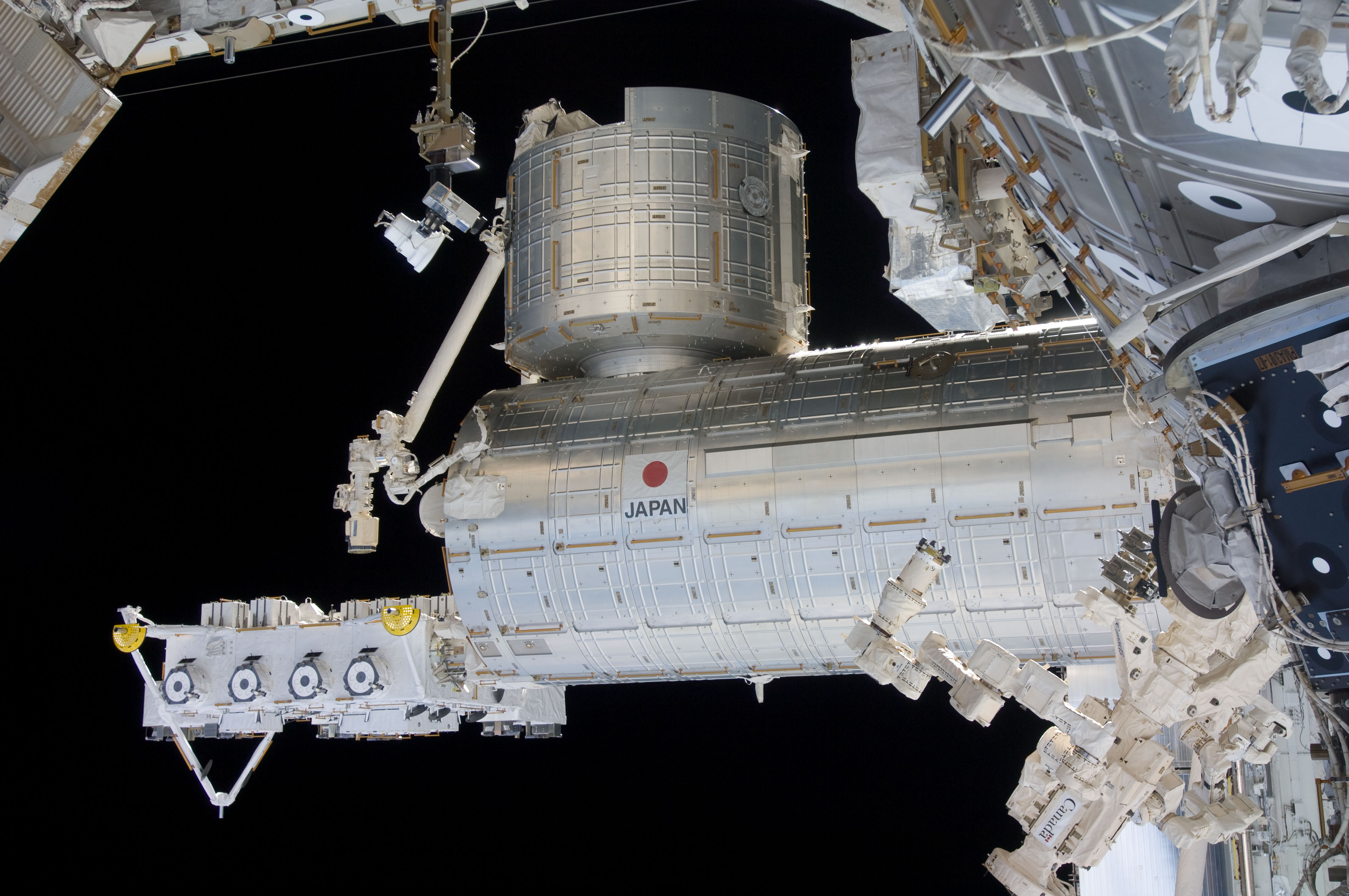
Das japanische Modul Kibō (きぼう) an der ISS

Die National Space Development Agency kurz NASDA (engl. für jap. 宇宙開発事業団, Uchū Kaihatsu Jigyōdan zu dt. „Nationale Raumfahrtentwicklungsbehörde“) war eine japanische Weltraumbehörde. Entgegen ihrer englischen Übersetzung wurde sie nicht als Regierungsbehörde im eigentlichen Sinne, sondern als quasi-staatliche special corporation (engl. für tokushu-hōjin, 特殊法人, „Sonderkörperschaft“) am 1. Oktober 1969 gegründet. Grundlage war das Gesetz zur Gründung dieser Behörde zur ausschließlich friedlichen Nutzung des Weltraums. Basierend auf dem Raumfahrtentwicklungsprogramm, das von der japanischen Science and Technology Agency (seit 2001 Teil des Ministry of Education, Culture, Sports, Science and Technology) gestartet wurde, war die NASDA für die Entwicklung, den Start und Betrieb von Satelliten verantwortlich.
Hideo Shima, Chef des  Shinkansen-Projektes, war 1969 bis 1977 Chef der Behörde.
Am 1. Oktober 2003 fusionierte die NASDA mit dem Institute of Space and Astronautical Science (ISAS) und dem National Aerospace Laboratory of Japan (NAL) zur neuen Japan Aerospace Exploration Agency (JAXA).

## Projekte
STS-47 wurde teilweise von der NASDA finanziert, im Rahmen dieser japanisch-amerikanischen Mission startete 1992 ein japanischer Astronaut mit dem Space Shuttle ins All. Die Arbeit am japanischen ISS-Modul Kibō wurde von der NASDA gestartet und dann von der JAXA fortgeführt.